# プリ☆ハニ
『プリ☆ハニ』は、秋元奈美による日本の漫画作品。

## 概要
『なかよし』（講談社）において、2004年から2005年まで連載された。

## 書誌情報
秋元奈美 『プリ☆ハニ』 講談社〈講談社コミックスなかよし〉、全2巻
- 1巻、2004年11月5日発行、ISBN 4-06-364063-9
- 2巻、2005年4月6日発行、ISBN 4-06-364075-2